# Milejovice

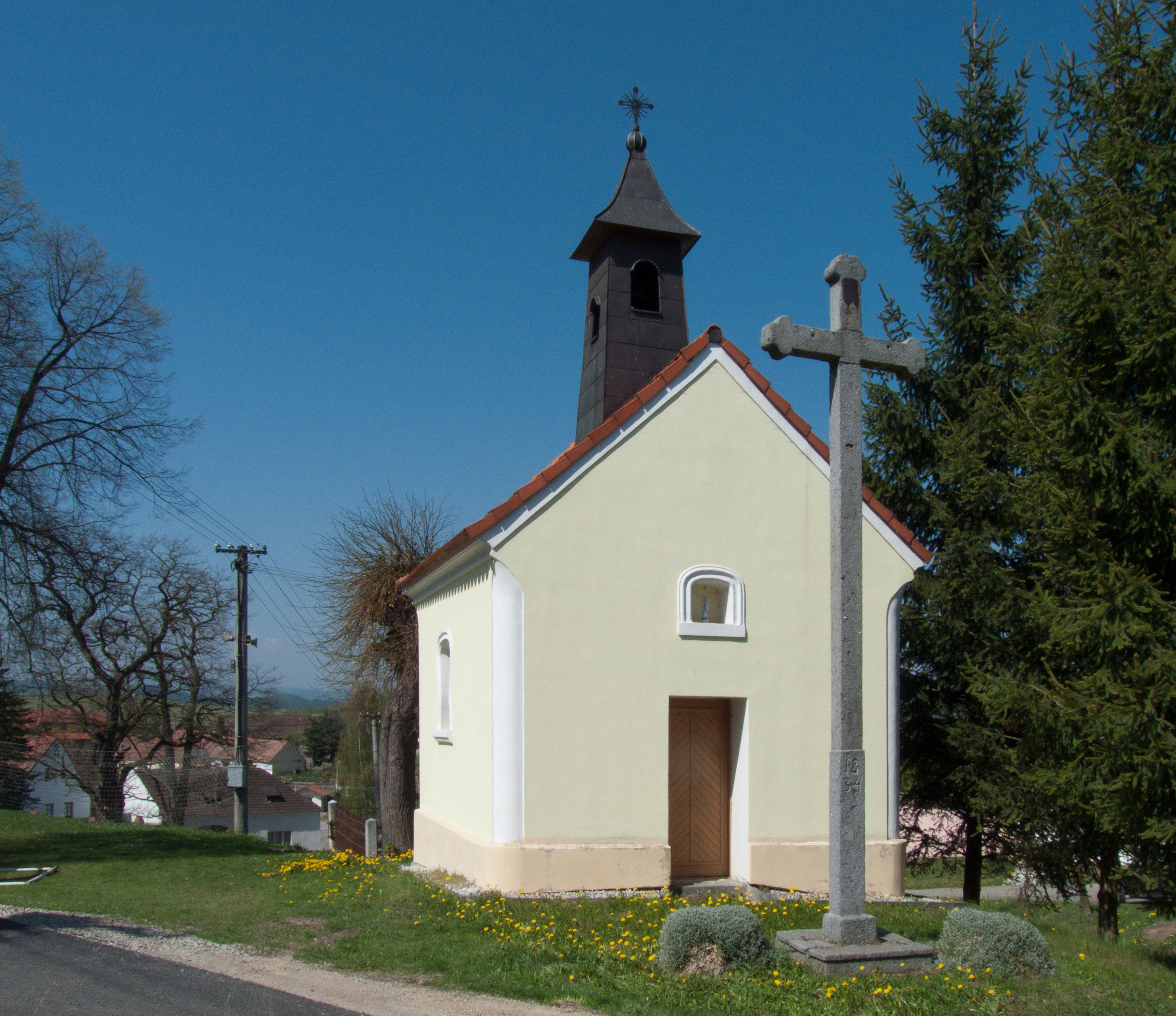
Kapelle im Dorf

Milejovice [ˈmɪlɛjovɪt͡sɛ] (deutsch Milliwitz) ist eine Gemeinde in Tschechien. Sie liegt acht Kilometer südlich von Strakonice und gehört zum Okres Strakonice.

## Geographie

### Geographische Lage
Milejovice befindet sich zwischen den Tälern der Volyňka und des Zorkovický potok auf einem von Hügeln umgebenen Sattel. Östlich erhebt sich der 647 m hohe Vráž.

### Nachbargemeinden
Nachbarorte sind Jedraž im Norden, Sudkovice und Kuřimany im Nordosten, Paračov und Skály im Osten, Střítež im Südosten, Neuslužice im Süden, Volyně im Südwesten, Přechovice im Westen sowie Hoštice im Nordwesten.

## Geschichte
Die erste urkundliche Erwähnung des Dorfes stammt aus dem Jahre 1315. Bis ins 19. Jahrhundert trug der Ort den Namen Milivice.

## Kultur und Sehenswürdigkeiten
- Wallfahrtskirche Dobrá Voda und Kreuzweg auf dem Hügel Vráž, angelegt zwischen 1889 und 1891
- Heilquelle Dobrá Voda
- Kapelle am Dorfplatz